# آنری ساکی
آنری ساکی (به فرانسوی: Henri Sacchi) نویسنده و مورخ قرن بیستم میلادی اهل فرانسه است.